# Adolphe Gros
Pour les articles homonymes, voir Gros.
Adolphe Gros, né le 5 avril 1864 à Saint-Martin-de-la-Porte (Savoie) et mort le 20 janvier 1945 à Saint-Jean-de-Maurienne (Savoie), est prêtre et historien local, notamment sur la région naturelle de la Maurienne et auteur d'un Dictionnaire étymologique des noms de lieu de la Savoie.

## Biographie
Adolphe Gros naît le 5 avril 1864 à Saint-Martin-de-la-Porte, en Maurienne.
Après des études au grand séminaire, il est ordonné prêtre pour le diocèse de Maurienne, en 1889. Après des études à la Faculté Catholique de Lyon, il obtient une licence ès lettres en 1891.
Il fonde en 1903 le journal L’Écho de Maurienne. Il est un outil pour s'opposer au journal du radical-socialiste Antoine Deléglise, Le Progrès de la Savoie.
Membre de la Société d'histoire et d'archéologie de Maurienne, il en devient le 4e président en 1917 (on trouve parfois la date de 1918) et ce jusqu'à sa mort. Il est élu en 1909 à l'Académie des sciences, belles-lettres et arts de Savoie, avec pour titre académique Agrégé. Il devient membre effectif le 27 juin 1935, avec un discours de réception intitulé La Toponymie et l'histoire, dans lequel il rend hommage à Charles Marteaux, président honoraire de l'Académie florimontane. Il est d'ailleurs membre d'honneur de cette Académie ainsi que de la Société savoisienne d'histoire et d'archéologie.
Il meurt le 20 janvier 1945 à Saint-Jean-de-Maurienne.
Il est le parent du chanoine Louis Gros (1891-1975), auteur d'un répertoire d'une partie des notes de son oncle en 1971, légué aux Archives départementales de la Savoie.

## Ouvrages
Articles parus dans les Travaux de la Société d'histoire et d'archéologie de Maurienne et actes du Congrès des sociétés savantes de Savoie.
- Histoire de la Maurienne :
  - Histoire du diocèse de Maurienne. T. I, Des origines au XIVe siècle, 1948, 333 pages.
  - Histoire du diocèse de Maurienne. T. II, Du XIVè siècle à la Révolution, 1948, 371 pages.
  - la Maurienne sous le consulat et l'Empire (1800-1815). La Maurienne de 1815 à 1860, 1948, 172 p.
- La Toponymie et l'histoire, discours de réception à l'Académie de Savoie, lecture du 27 juin 1935, publié en 1937 (lire en ligne sur Gallica).
- Dictionnaire étymologique des noms de lieu de la Savoie, Chaduc, Belley, 1935, 630 p.
- La Maurienne pendant la Révolution, publié dans Mémoires de l'Académie de Savoie, Chambéry, 1915, 599 p.

### Fonds d'archives
Les Archives départementales de la Savoie disposent d'un « fonds Gros », légué par son neveu :
- Série : Comptes des châtellenies (1971). Fonds GROS - Notes érudites du Chanoine Alphonse Gros et pièces diverses concernant l’histoire de la Maurienne; Cote : FR.AD073. 49F 1-86. Chambéry : Archives départementales de la Savoie (présentation en ligne).